# ダーレン・ラヴ
ダーレン・ラヴ（Darlene Love、1941年7月26日 - ）は、アメリカ合衆国の歌手、女優。バックシンガーとしてエルヴィス・プレスリーやフランク・シナトラ、ザ・ビーチ・ボーイズ等、有名ミュージシャンのレコーディングに参加した。
1961年にプロデューサーのフィル・スペクターと出会い、歌唱力を認められる。「ブロッサムズ」時代にクリスタルズの影武者としてレコーディングした「ヒーズ・ア・レベル」は全米ナンバーワン・ヒットとなった。同じく全米ナンバーワンとなったシェリー・フェブレーの「ジョニー・エンジェル」の録音にも参加した。
1963年のアルバム『クリスマス・ギフト・フォー・ユー・フロム・フィル・スペクター』では「Christmas (Baby Please Come Home)」など4曲のボーカルを担当（本人名義）。一度は音楽業界を離れ家政婦をしていた時期もあったが、復帰後、再びバックシンガーとして活躍し、2008年の「ローリング・ストーンの選ぶ歴史上最も偉大な100人のシンガー」において84位にランクイン。2011年には、ロックの殿堂入りも果たしている。
2013年、バックシンガーにスポットライトを当てたドキュメンタリー映画『バックコーラスの歌姫たち』に出演。

## ディスコグラフィ

### ソロ・アルバム
- 『ペイント・アナザー・ピクチャー』 - Paint Another Picture (1988年)
- Bringing It Home (1992年)
- Unconditional Love (1998年)
- It's Christmas of Course (2007年)
- 『イントロデューシング・ダーレン・ラヴ』 - Introducing Darlene Love (2015年)

### ライブ・アルバム
- Whole Hearted (1983年)
- 『ライヴ!』 - Darlene Love Live (1985年)
- The Concert of Love (2010年)

### コンピレーション・アルバム
- 『ベスト・オブ・ダーレン・ラヴ』 - The Best of Darlene Love (1992年)
- So Much Love: A Darlene Love Anthology 1958-1998 (2008年)
- 『ザ・サウンド・オブ・ラヴ〜ザ・ヴェリー・ベスト・オブ・ダーレン・ラヴ』 - The Sound of Love: The Very Best of Darlene Love (2011年)